# Ferrocarril en Grecia

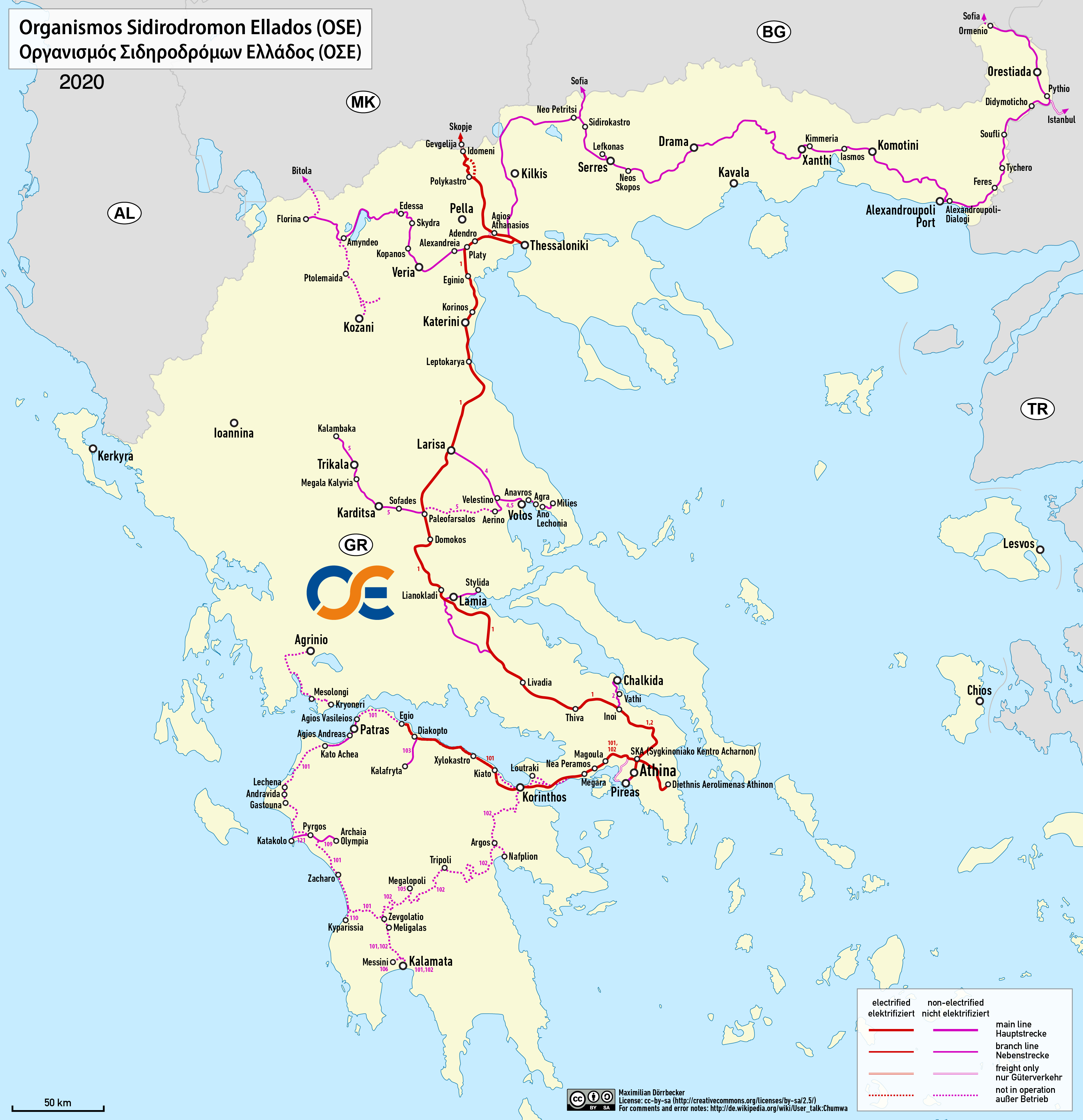
Mapa ferroviario de Grecia.

El transporte ferroviario en Grecia tiene una historia que comenzó en 1869, con la finalización del entonces ferrocarril de Atenas y el Pireo. Entre los años 1880 y 1920 se construyó la mayor parte de la red, que alcanzó su apogeo en 1940. A partir de los años 50, el sistema ferroviario entró en un periodo de declive que culminó con los cortes de servicio de 2011. Desde los años 90, la red se ha ido modernizando de forma constante, pero sigue siendo más pequeña que en su momento de máximo esplendor. La explotación de la red ferroviaria griega está dividida entre la Organización de Ferrocarriles Helénicos (OSE), que posee y mantiene la infraestructura, y TrainOSE y otras empresas privadas que explotan los trenes de la red.
Grecia es miembro de la Unión Internacional de Ferrocarriles (UIC). El código de país de la UIC para Grecia es el 73.

## Historia

### Antigua Grecia
El Diolkos era una vía pavimentada cerca de Corinto, en la antigua Grecia, que permitía trasladar los barcos por tierra a través del istmo de Corinto. Este atajo permitía a las embarcaciones antiguas evitar la peligrosa circunnavegación de la península del Peloponeso. El historiador de la ciencia británico M.J.T. Lewis la considera la primera vía férrea (definida como una vía para dirigir los vehículos de modo que no se salgan de la vía) que se construyó jamás.

### Los inicios (1868-1919)

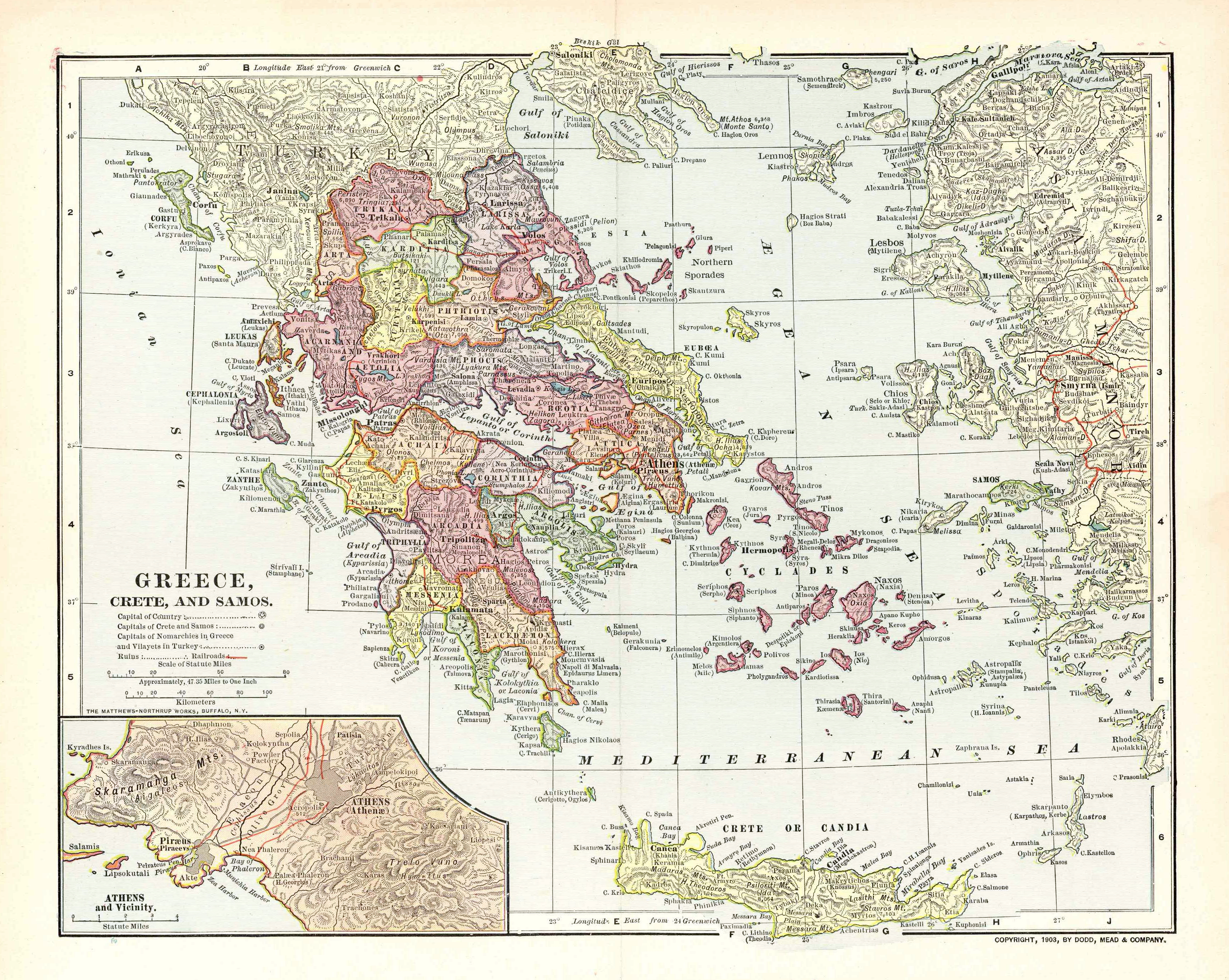
Mapa del sistema ferroviario griego hacia 1901-1902.

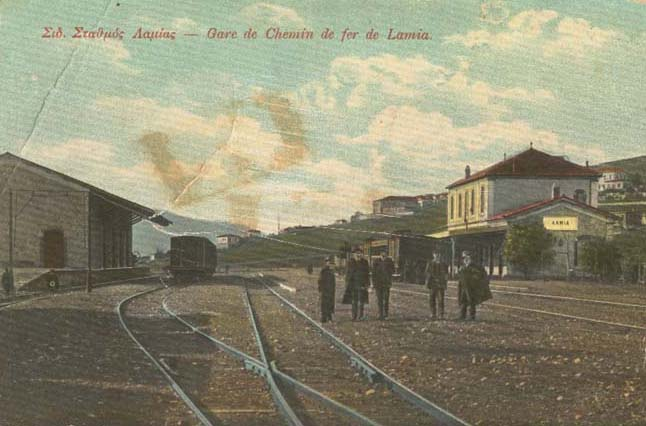
Estación de Lamia, hacia 1910.

La independencia de Grecia en 1832 coincidió con el inicio de la era del ferrocarril. En 1835 se planteó al Estado griego la construcción de una línea ferroviaria desde Atenas hasta el puerto del Pireo. Veintidós años después, en 1857, se firmó un contrato para su construcción y se iniciaron las obras. Cuatro empresas diferentes tardaron otros doce años en tender los 8,8 kilómetros de vía, que se completaron en 1869.
A finales del siglo XIX, Grecia era un conjunto de pequeñas ciudades agrícolas que actuaban como mercados y centros económicos para los pueblos que las rodeaban. Grecia tenía muy poca industria y pocas carreteras, lo que hizo que el gobierno pensara en el desarrollo de un sistema ferroviario que fuera a solucionar la falta de comunicación interna y externa que existía. En 1881, el Primer Ministro, Alexandros Koumoundouros, firmó cuatro contratos para el tendido de líneas de ancho estándar de 1.435 mm, con la intención de convertir a Grecia en un punto clave en el viaje entre Europa, India y Asia.
Al año siguiente, 1882, Koumoundouros fue sustituido por Charilaos Trikoupis como Primer Ministro, quien canceló los contratos y los sustituyó por cuatro propios. Tenía una visión política diferente de los ferrocarriles, ya que los veía como una forma de estimular el crecimiento interno de Grecia, y propuso un sistema de 417 kilómetros de vía estrecha (1.000 mm) que rodeaba el norte del Peloponeso, con un sistema separado en Tesalia, que unía el puerto de Volos con la ciudad de Kalambaka al otro lado de la llanura de Tesalia. También había que tender una línea de 76 kilómetros desde Atenas hasta Lavrio, en la península del Ática oriental. Trikoupis prefirió la vía estrecha a la estándar por el menor coste inicial de la construcción, aunque la línea que unía Atenas con Larissa, que estaba previsto que se uniera al sistema europeo, se construyó con una vía estándar de 1.435 mm. La red tardó 25 años en completarse, 20 más de los 5 previstos por Trikoupis.
Entre las empresas ferroviarias que surgieron durante esta época se encuentran: SPAP (Ferrocarriles Pireo-Atenas-Peloponeso), que explotaba el sistema del Peloponeso; los Ferrocarriles de Tesalia, que explotaban las líneas de Tesalia; los Ferrocarriles del Ática, que explotaban los ferrocarriles del Ática y los Ferrocarriles del Noroeste de Grecia, que explotaban los ferrocarriles de Etolia-Acarnania.
En 1909 se habían tendido 1.606 kilómetros de vía, incluida la línea principal de ancho estándar hasta la frontera greco-turca de Papapouli, pasando por el valle de Tempi (400 km al norte de Atenas). Los primeros trenes que recorrieron los 506 kilómetros que separan Atenas de Tesalónica por vías de ancho estándar marcaron la finalización de la línea en 1918, que para entonces discurría íntegramente por territorio griego.

### Integración de las redes (1920-1970)
Durante los años 20, la red ferroviaria griega se dividió entre varias empresas -privadas y públicas-, siendo las más importantes la SPAP (Ferrocarriles Atenas-Pireo-Peloponeso) y la SEK (Ferrocarriles Estatales Helénicos). Finalmente, el SPAP integró la mayoría de los ferrocarriles del sur de Grecia y el SEK los del norte. Debido a la inmensa presión financiera y social del periodo de entreguerras, no se construyeron muchos ferrocarriles. Entre los proyectos de construcción más importantes de las décadas de 1920 y 1930 se encuentran la ampliación del ferrocarril El Pireo-Thissio hacia el centro de Atenas a través de un largo túnel, el intento de ampliación del ferrocarril Palaiofarsalos - Kalampaka hacia Grevena y Kozani y la construcción de la línea ferroviaria Leukothea - Anfípolis. Gran parte de la infraestructura ferroviaria fue destruida durante la Segunda Guerra Mundial y la posterior Guerra Civil, por lo que gran parte de la posguerra se dedicó a su reconstrucción. La única ampliación digna de mención entre 1940 y 1971 fue la construcción de una nueva línea ferroviaria que conectaba Larissa con Volos y la ampliación de la línea ferroviaria Tesalónica - Florina hasta Ptolemaida y Kozani. También fue significativa la ampliación de EIS hacia Kifisia mediante la absorción de una antigua línea de ferrocarril del Ática.

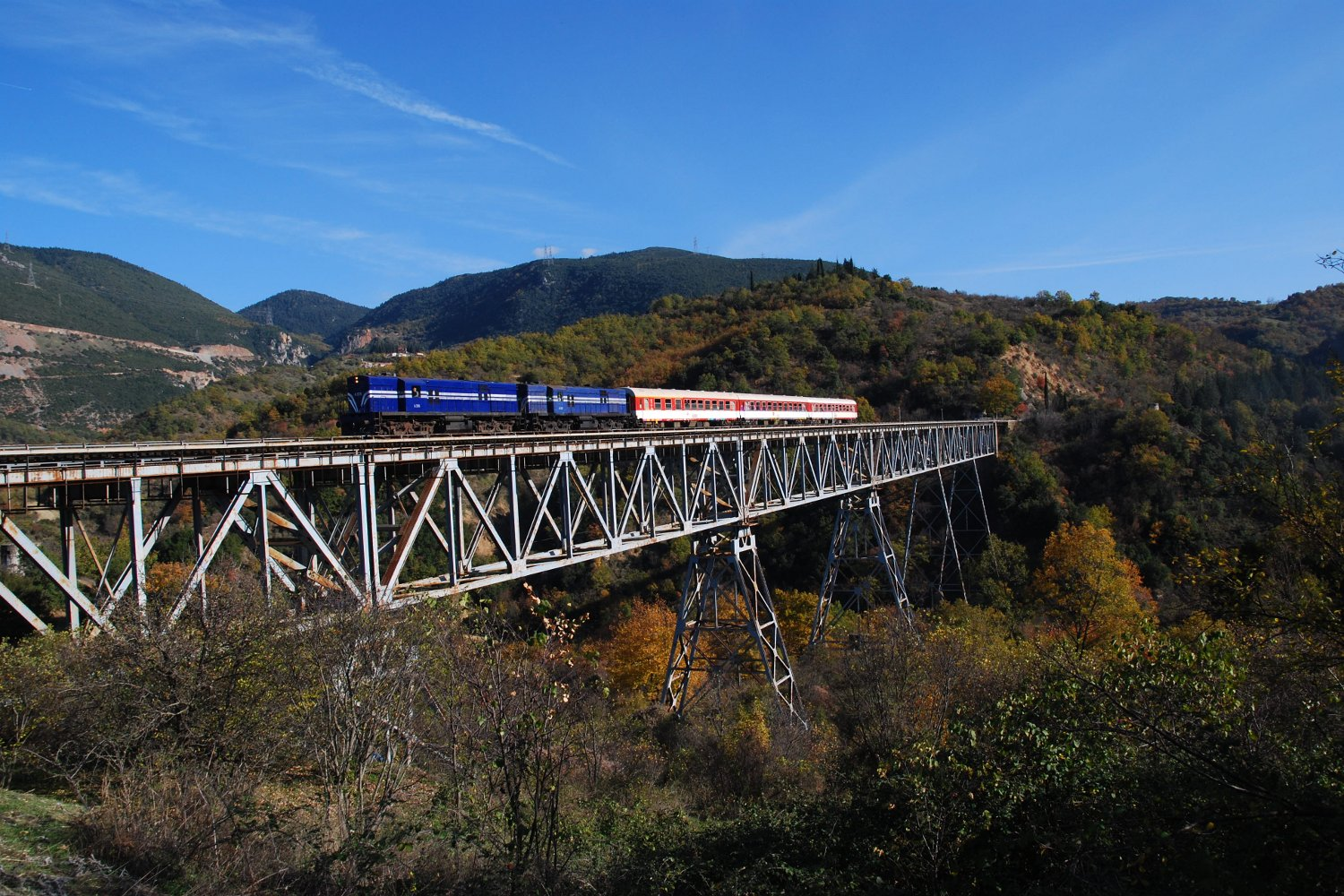
Puente de Brallos (o Papadia), reconstruido en 1945.

### Época moderna (1971-actualidad)
La Organización de Ferrocarriles Helénicos (OSE) se fundó en 1971, tomando el relevo de los Ferrocarriles Estatales Helénicos. En la década de 1980 se recortaron muchos servicios, en particular la red de ancho métrico, que se restablecieron en la década de 1990, pero volvieron a recortarse en 2011 con la crisis de la deuda. Desde entonces, la red de ferrocarriles estándar de Grecia se ha modernizado ampliamente y la mayoría de ellos se han electrificado, sobre todo entre las ciudades de Atenas y Salónica, entre Atenas y Kiato y en los alrededores de Atenas.
En 2016 se privatizó el operador público de trenes de pasajeros y mercancías, TrainOSE. Se vendió al grupo italiano FSI (Ferrovie dello Stato Italiane), propiedad del Gobierno de Italia y operador de trenes en el país, por 50 millones de euros. Además, dos nuevos operadores de trenes de mercancías, PEARL y Rail Cargo Logistics Goldair, comenzaron a operar con el objetivo de transportar carga entre El Pireo y Europa Central. Una expansión importante durante este periodo ha sido la finalización de las obras de modernización de la principal línea ferroviaria Atenas-Salónica (incluido el túnel Kallidromo de 9,6 km) y la electrificación de la estación central de Atenas.

### Antiguos ferrocarriles urbanos de Atenas
El Pireo-Monastiraki-Iraklio-Lavrio-Kifissia
La primera línea ferroviaria que funcionó en Grecia fue la que conectaba Atenas con su puerto del Pireo, inaugurada en 1869. Recorría una distancia de 8 km desde el puerto del Pireo hasta Thissio, en el centro de Atenas. Posteriormente se amplió hasta la plaza Omonia en 1895 y se electrificó en 1904, con el sistema de tercer carril de 600 V de corriente continua. A partir de 1911 también fue posible la circulación de trenes de mercancías en el tranvía del puerto del Pireo con locomotoras eléctricas de doble sistema.

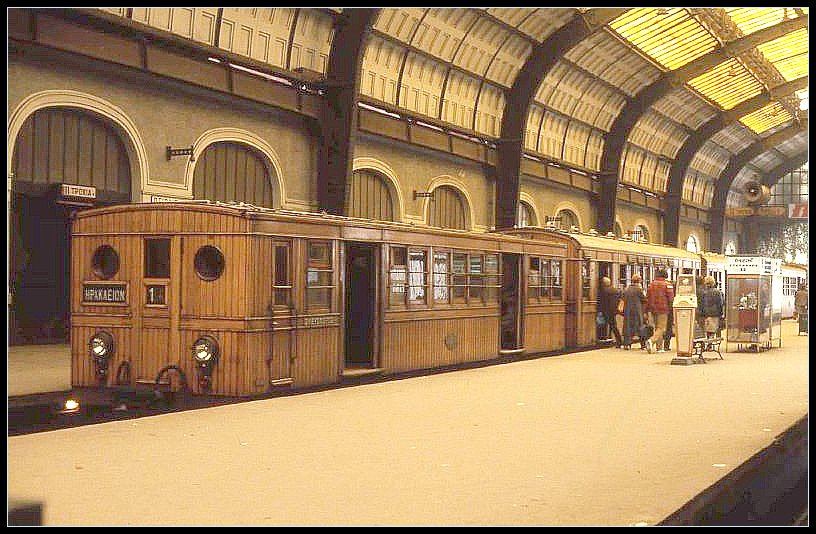
Primera generación de UME en la estación del Pireo.

Otra compañía, Attica Railways, en 1885, explotó una línea suburbana de ancho métrico desde la plaza Lavrio hasta el norte de la plaza Omonoia y hasta Iraklio (un suburbio del norte). Se trataba de un tramo de calle, a lo largo de la actual calle 3 de septiembre, desde la plaza de Lavrio hasta la plaza de Attiki, más allá de la cual discurría por una vía exclusiva. En Iraklio, la línea se bifurcaba para formar dos ramales suburbanos. Uno de ellos se dirigía hacia el norte a través de Maroussi hasta Kifissia y Strofyli, con una extensión sólo para mercancías hasta las canteras de mármol de Dionyssos. El otro ramal iba hacia el este hasta Vrilissia (en un punto muy cercano a la actual estación de Plakentias) y luego hacia el sur hasta los pueblos de Peania, Koropi, Marcopoulo, Kalyvia, Keratea, Kamariza y su final en la ciudad minera de Lavrio.
En 1926, los Ferrocarriles Eléctricos Helénicos S.A. (Ελληνικοί Ηλεκτρικοί Σίδηρόδρομοι, ΕΗΣ), una nueva empresa, creada por la cooperación de Attica Railways S.A. y el "Power Group" inglés, se hizo cargo de la explotación de las dos líneas Pireo-Atenas y Omonia y Attiki-Kifissia-Strofyli. En 1929, la SPAP (Ferrocarriles del Pireo, Atenas y Peloponeso) se hizo cargo del ramal Iraklio - Lavrio. La terminal ateniense de Lavrio se trasladó de la plaza de Lavrio a la estación del Peloponeso de Atenas. Para unir la línea de Lavrio a su red, la SPAP construyó una conexión entre Agioi Anargyroi (Kato Liosia) e Iraklio (1931). La línea de Lavrio se cerró finalmente en 1957, debido a las presiones políticas del lobby de la carretera.
La línea de la plaza del Attiki a Kifissia funcionó hasta 1938 como ferrocarril tirado por locomotoras de vapor con numerosos pasos a nivel. Posteriormente, la línea se reconstruyó en ancho estándar de doble vía electrificada sin pasos a nivel, se conectó a la línea electrificada Atenas-Pireo (EIS) en Omonoia y se reabrió hasta Kifissia en 1957. La prolongación hasta Strofyli fue abandonada.

## Ferrocarriles industriales
Varias líneas ferroviarias fueron construidas principalmente por las explotaciones mineras y por las grandes instalaciones industriales. También había algunas líneas temporales, utilizadas para la construcción de grandes obras públicas. La mayoría de ellas eran de vía métrica o de 600 mm de vía estrecha.

## Ferrocarriles militares (1916-1918)
Durante la Primera Guerra Mundial, tras la caída de Serbia, Macedonia Oriental fue ocupada por fuerzas alemanas y búlgaras y Macedonia Central y Occidental por tropas francesas y británicas, estableciéndose así el frente macedonio. Las tropas francesas y británicas y sus aliados griegos disponían de amplias instalaciones logísticas militares en Salónica y sus alrededores. Había que transportar los suministros a las distintas unidades del frente. Como los frentes de la Primera Guerra Mundial eran relativamente estáticos, fue posible construir líneas de ferrocarril para este fin. Casi todas estas líneas eran del sistema Decauville, con un ancho de vía de 600 mm. Algunas de estas líneas estaban completamente aisladas de las líneas existentes, mientras que otras partían de estaciones de ferrocarril de la línea principal.
Los ferrocarriles más importantes fueron los siguientes:
1. La línea de Tasli a Stavros en la bahía de Orfanu.
2. La línea ferroviaria Perivolaki - Nea Zichni. Esta línea de 66 km de longitud, construida por el ejército británico, fue asumida por los Ferrocarriles Estatales Helénicos (SEK) en 1921. La SEK explotó esta línea hasta 1947. Se conservó a petición del Ejército Griego hasta 1952, cuando se desmanteló. El material rodante principal consistía en locomotoras de vapor Baldwin 4-6-0T del Departamento de Guerra.[7]
3. La línea Skydra (Vertekop) - Aridaia. Esta línea de 42 km de longitud fue entregada después de la guerra a Chemins de fer Vicinaux de Macedoine (1923), que no obtuvo beneficios y la línea fue adquirida por los Ferrocarriles Estatales Helénicos (SEK) en 1932. La SEK cerró la línea en 1936.
4. La línea Armenochori - Skotsidir.
5. La línea Goumenitsa.
6. La línea Dimitritsi (Gudeli) a Kopriva (Kurfali).
7. La línea Katerini - Dramista, una línea minera para el transporte de lignito.

Algunas de estas líneas ferroviarias siguieron operando para el servicio regular de pasajeros y mercancías tras la conclusión de la guerra, bajo la compañía "Ferrocarriles Locales de Macedonia".

## Situación actual
La gestión de los ferrocarriles griegos está dividida entre la Organización de Ferrocarriles Helénicos, que es la propietaria y encargada del mantenimiento de la infraestructura, y TrainOSE y otras empresas que gestionan los trenes de la red.

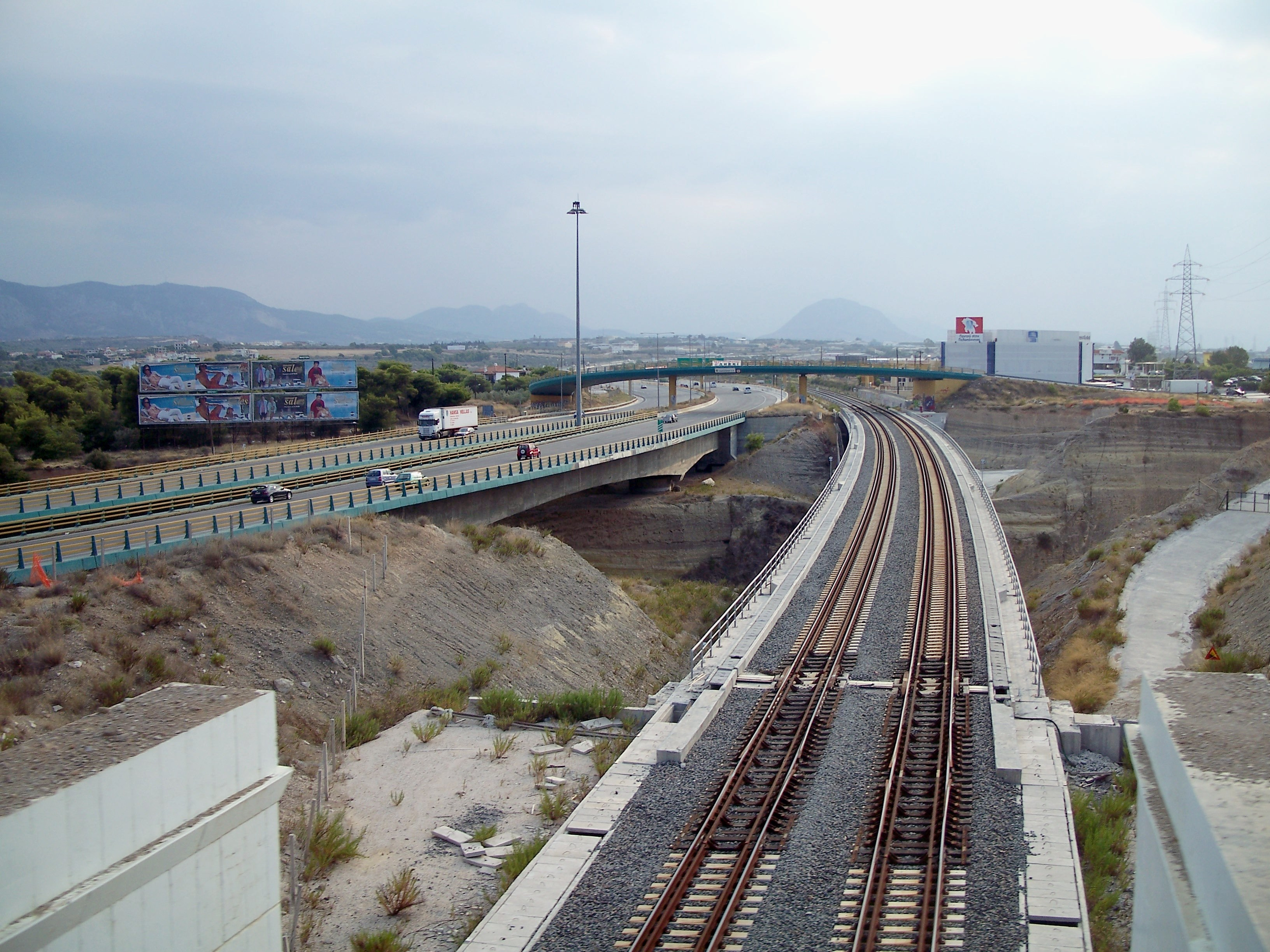
Puente ferroviario sobre el istmo de Corinto.

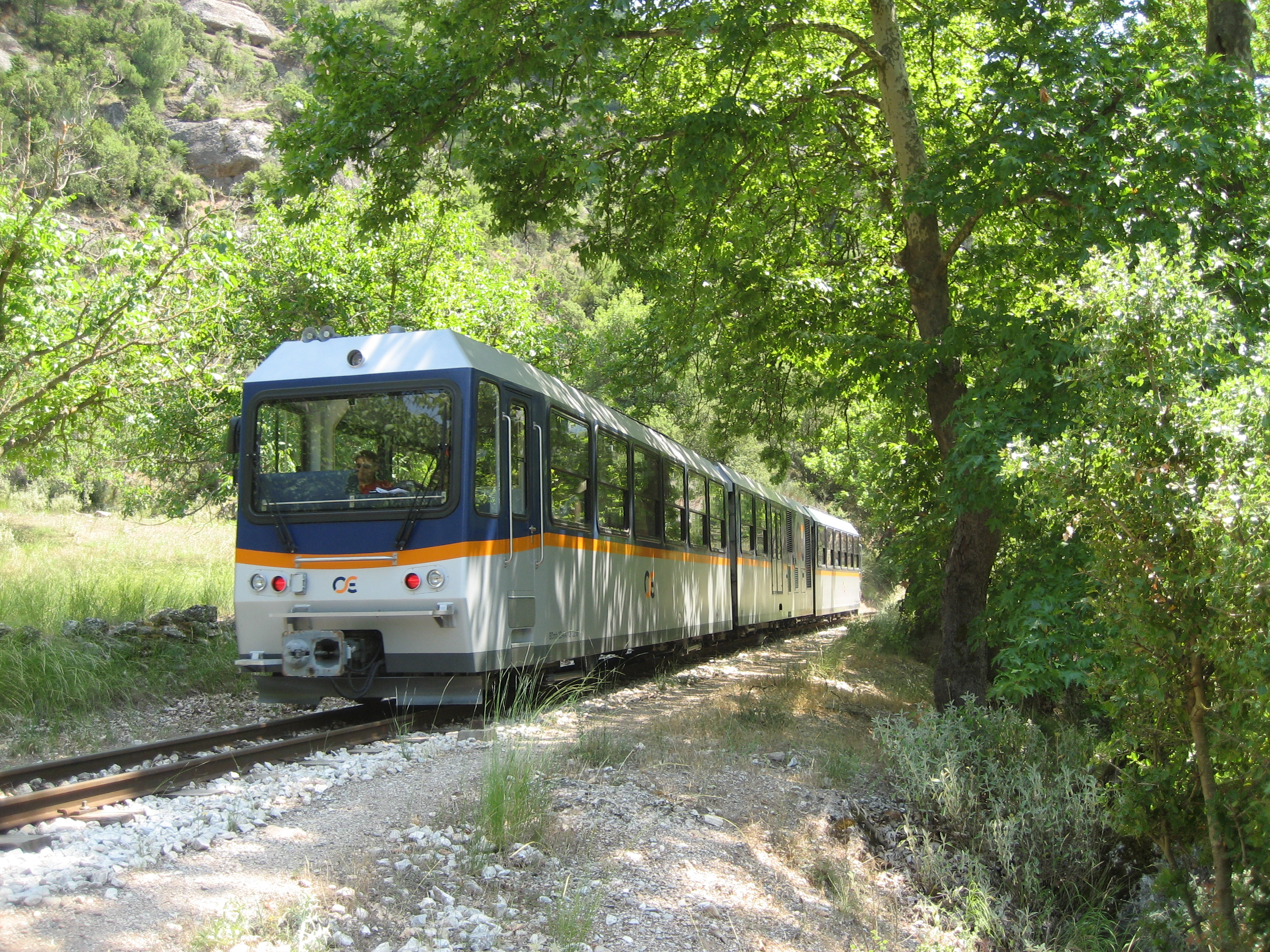
Ferrocarril Diakofto-Kalavryta.

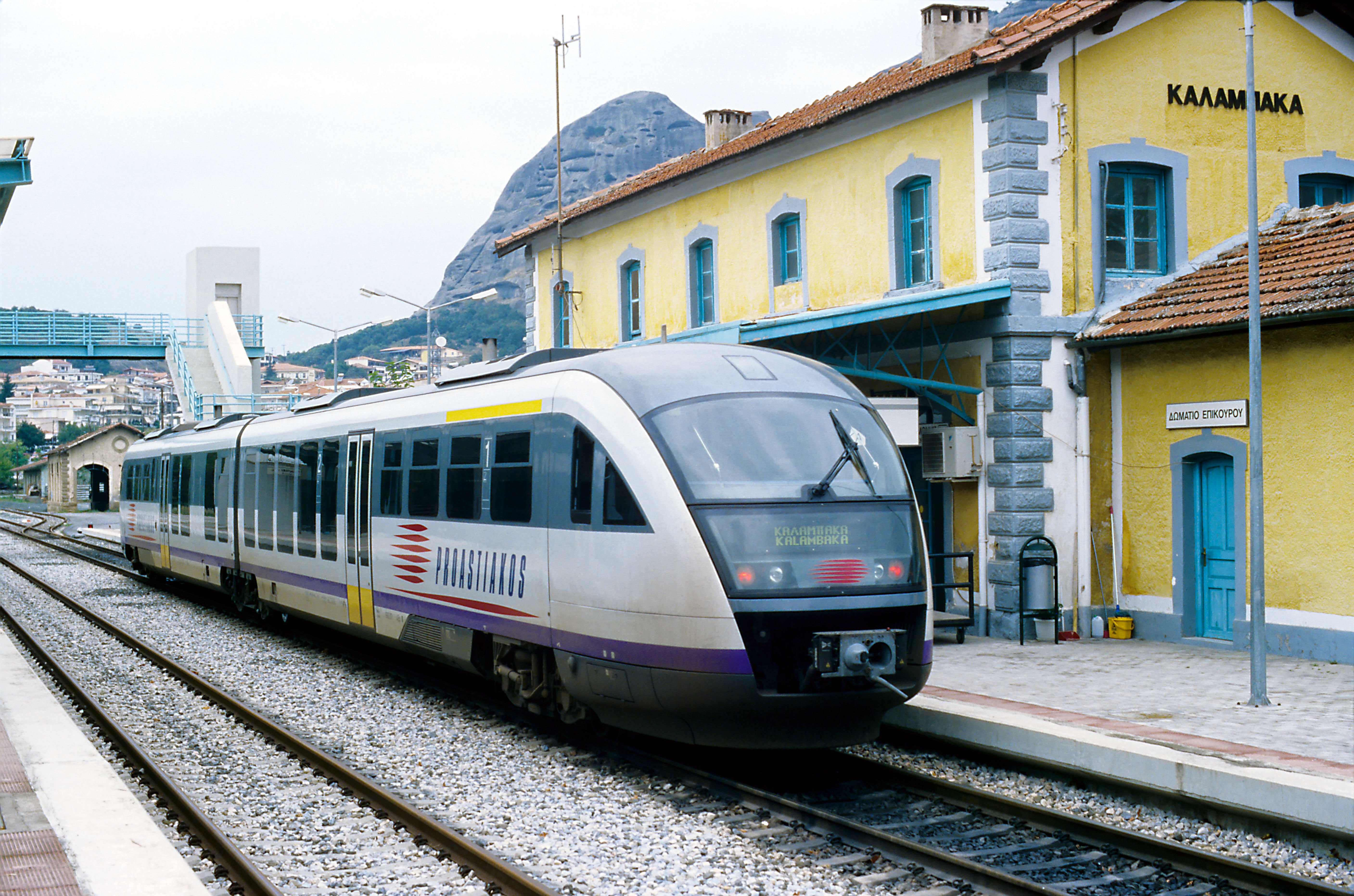
Tren múltiple diésel OSE clase 660.

### Líneas de ferrocarril en Grecia
Red ferroviaria principal (ancho de vía estándar):
- El ferrocarril El Pireo-Platy (con sus numerosos ramales). La línea se ha modernizado y ahora está totalmente electrificada y tiene doble vía. Es la línea de pasajeros y mercancías más transitada del país. Pasa por muchas ciudades importantes de la Grecia continental, como Atenas, Chalkis, Tebas, Lamia, Larissa y Katerini. Se utiliza para todo tipo de servicios ferroviarios.

- El ferrocarril Aeropuerto de Atenas-Patras está electrificado hasta Kiato y es de doble vía en todo su recorrido. Atraviesa el oeste del Ática y la costa norte del Peloponeso. Algunas ciudades importantes situadas en la línea son Eleusis, Megara, Corinto y Aigio. Se utiliza para servicios de cercanías/regionales. El tramo final, de Aigio a Patras de la línea está, a partir de 2020, en construcción.

Red ferroviaria menor:
- El ferrocarril Tesalónica-Bitola desde Platy (ramificación de la línea principal Atenas-Salónica) hasta Florina, que continúa formando la línea ferroviaria Kozani-Amyntaio.
- El ferrocarril Alexandroupoli-Svilengrad, que corre paralelo al río Evros y a la frontera turca.
- Los ferrocarriles de ancho estándar de Tesalia (Kalambaka - Palaiofarsalos y Volos - Larissa).
- La red ferroviaria de ancho de vía del Peloponeso está en gran parte inutilizada. Las principales líneas ferroviarias iban de Atenas a Patras y luego de Patras a Kyparissia y Kalo Nero, de Corinto a Kalamata, y de Katakolo a Olimpia (a través de Pyrgos). Las únicas partes activas de la red son la línea Katakolo - Olimpia y la Proastiakos Patras.
- La línea de ferrocarril de cremallera de vía estrecha de 750 mm que va de Diakofto a Kalavryta (el ferrocarril Diakofto-Kalavryta).
- La línea estacional de vía estrecha de 600 mm de Ano Lechonia a Milies (el ferrocarril del Pelión).
- El ferrocarril Salónica-Idomeni, de vía única y electrificada. Conecta la red ferroviaria griega con la del resto de Europa. Se utiliza sólo para servicios de mercancías.
- El ferrocarril Tesalónica-Alexandroupoli, el segundo más largo del país. Entre las poblaciones importantes de la línea se encuentran Kilkis, Serres, Drama, Xanthi, Komotini y Alexandroupoli. Se utiliza para todo tipo de servicios (aunque principalmente interurbanos).

### Empresas ferroviarias en Grecia
Los servicios de trenes de pasajeros y mercancías en las líneas de OSE son operados y prestados principalmente por TrainOSE S.A., (una antigua filial de OSE que ahora es propiedad del grupo Ferrovie dello Stato Italiane). Además, PEARL y Rail Cargo Logistics Goldair operan servicios de mercancías entre El Pireo y el resto de Europa.

## Futuro
El ferrocarril de Egnatia es una línea ferroviaria proyectada entre Alexandroupolis e Igoumenitsa. El proyecto incluye la renovación y mejora de las vías de los tramos existentes de las líneas ferroviarias Tesalónica-Florina y Tesalónica-Alexandroupolis, así como la construcción de nuevas vías entre Florina y Krystallopigi, y entre Kozani e Igoumenitsa. El coste previsto de este proyecto es de 10.000 millones de euros.
También se está construyendo o licitando un nuevo ferrocarril de doble vía y ancho estándar entre Atenas y Patras.
Actualmente se está llevando a cabo una ampliación del Proastikos Atenas a Loutraki.

## Galería de estaciones

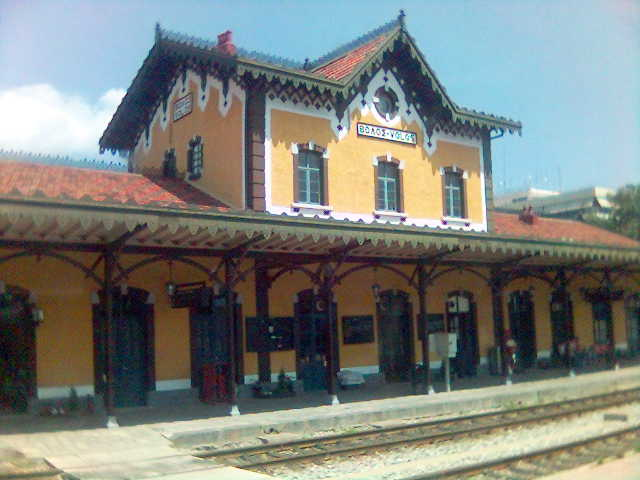
Estación de tren de Volos
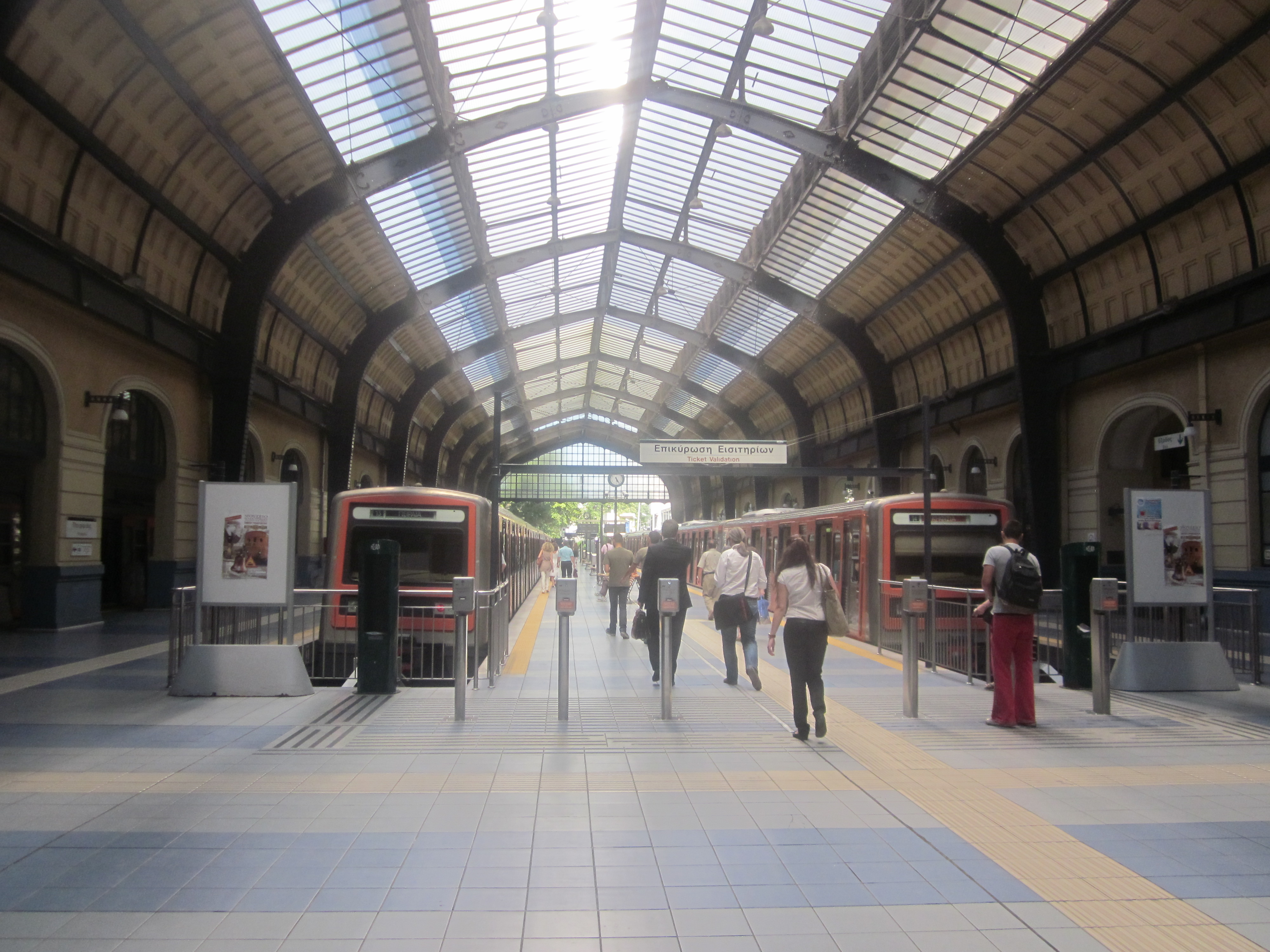
Estación de Pireo
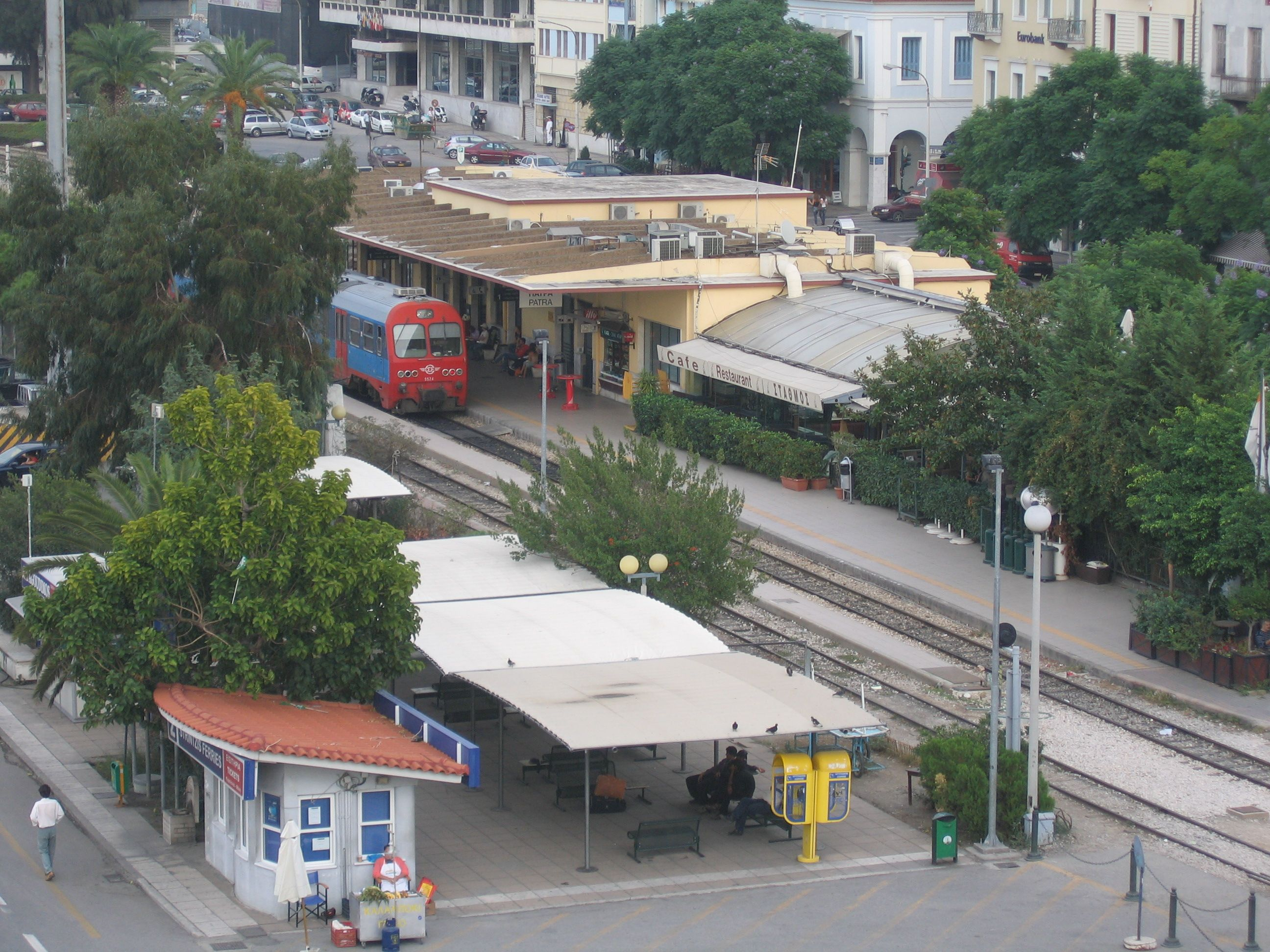
Estación de tren de Patras
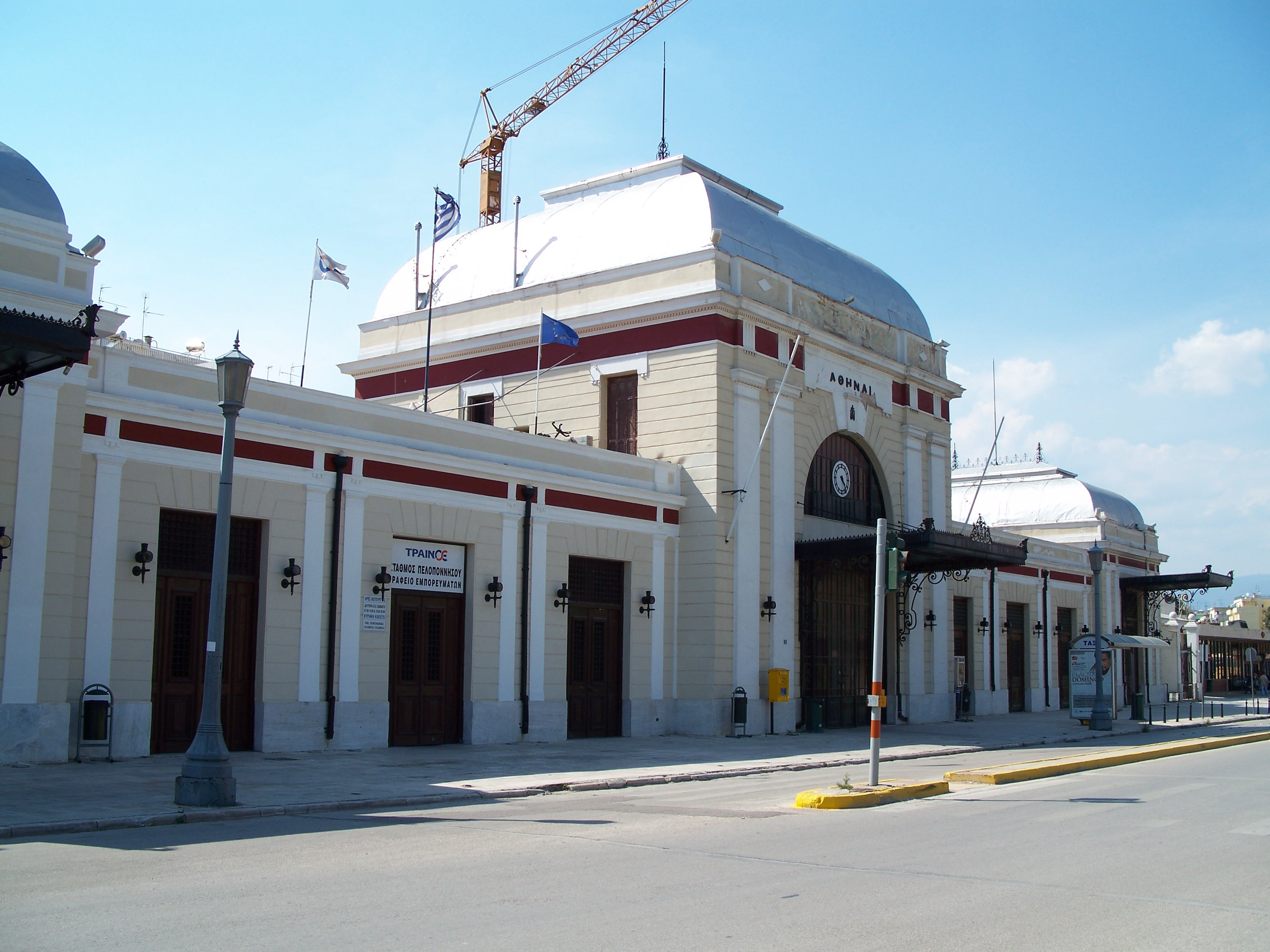
Estación de tren de Atenas
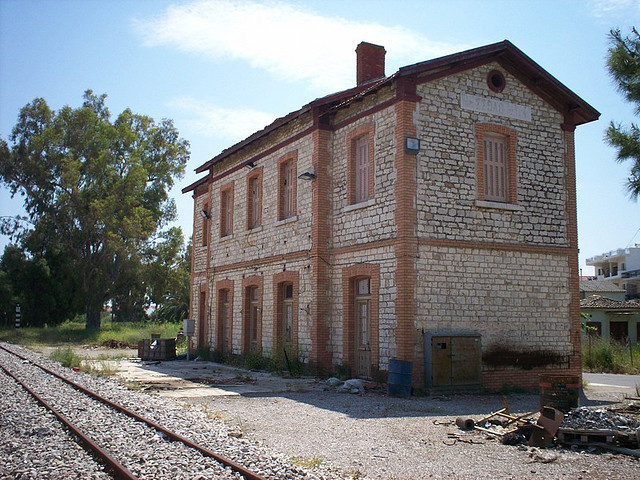
Estación de tren de Messolonghi
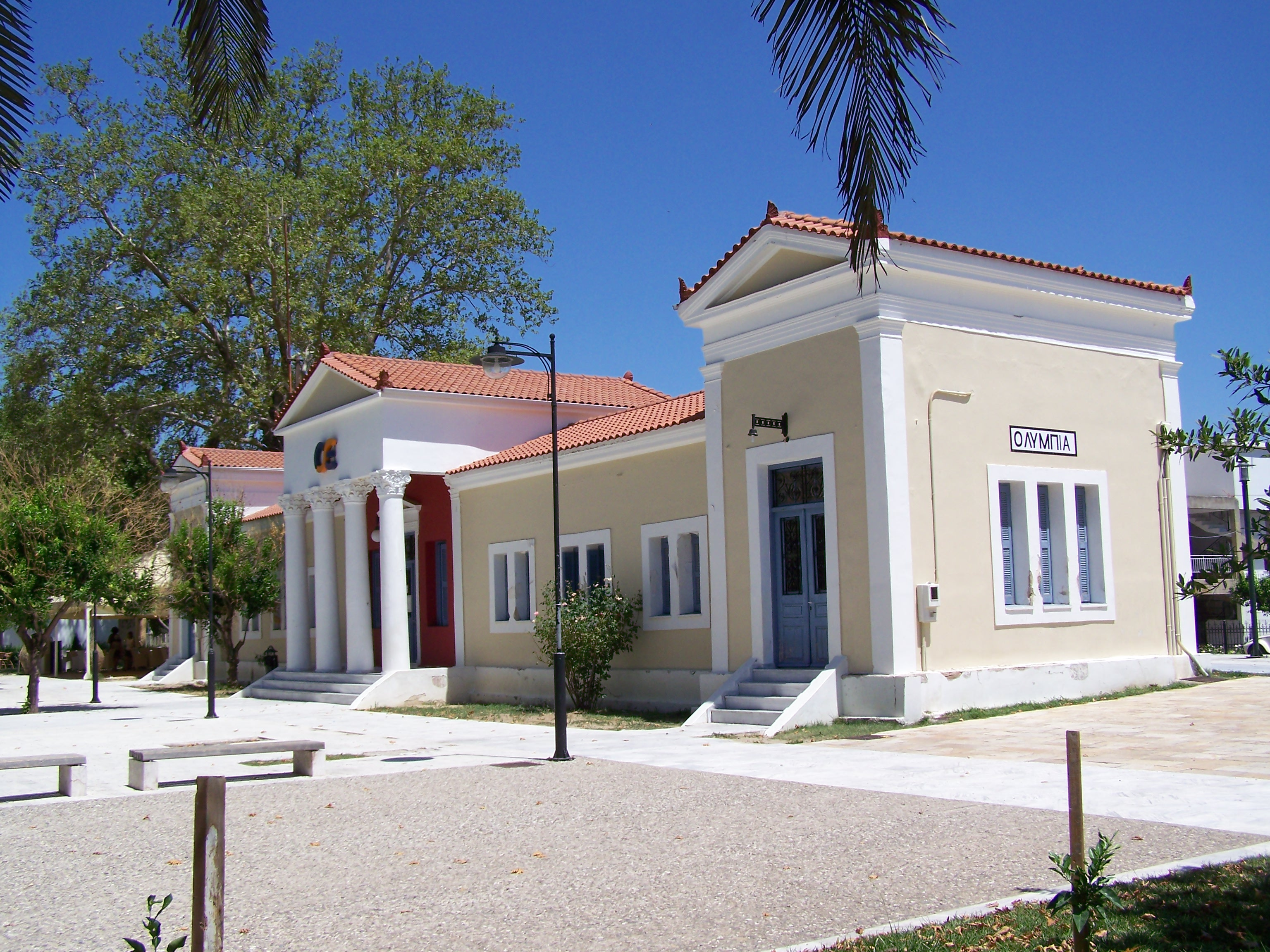
Estación de tren de Olympia
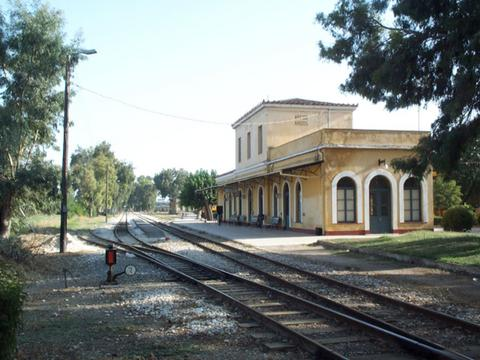
Estación de tren de Argos

## Ferrocarriles urbanos

### Atenas
El metro de Atenas consta de una línea mayoritariamente subterránea (Línea 1), una línea completamente subterránea (Línea 2) y una línea mayoritariamente subterránea (Línea 3) que da servicio a la zona urbana de Atenas. El sistema es propiedad de Attiko Metro S.A. y está operado por Stasy S.A. o STASY. Los trenes del metro de Atenas llegan al Aeropuerto Internacional de Atenas a través de las líneas electrificadas OSE que también utiliza el servicio Proastiakos.
Proastiakos Atenas consta de cuatro líneas que recorren el ferrocarril Atenas - Oinoi - Chalkida, el ferrocarril Aeropuerto de Atenas - Aigio y el ferrocarril Atenas - Aeropuerto Internacional de Atenas. Es de doble vía (excepto la línea Oinoi - Chalkida) y está electrificada en todo su recorrido.
El actual tranvía de Atenas se construyó según los estándares de metro ligero en 2004. Va del Pireo a Voula, a lo largo de la Riviera de Atenas, y también conecta con la plaza Syntagma en el centro de Atenas. Se construyó en ancho de vía estándar y tiene una longitud de 32,4 km.

### Salónica

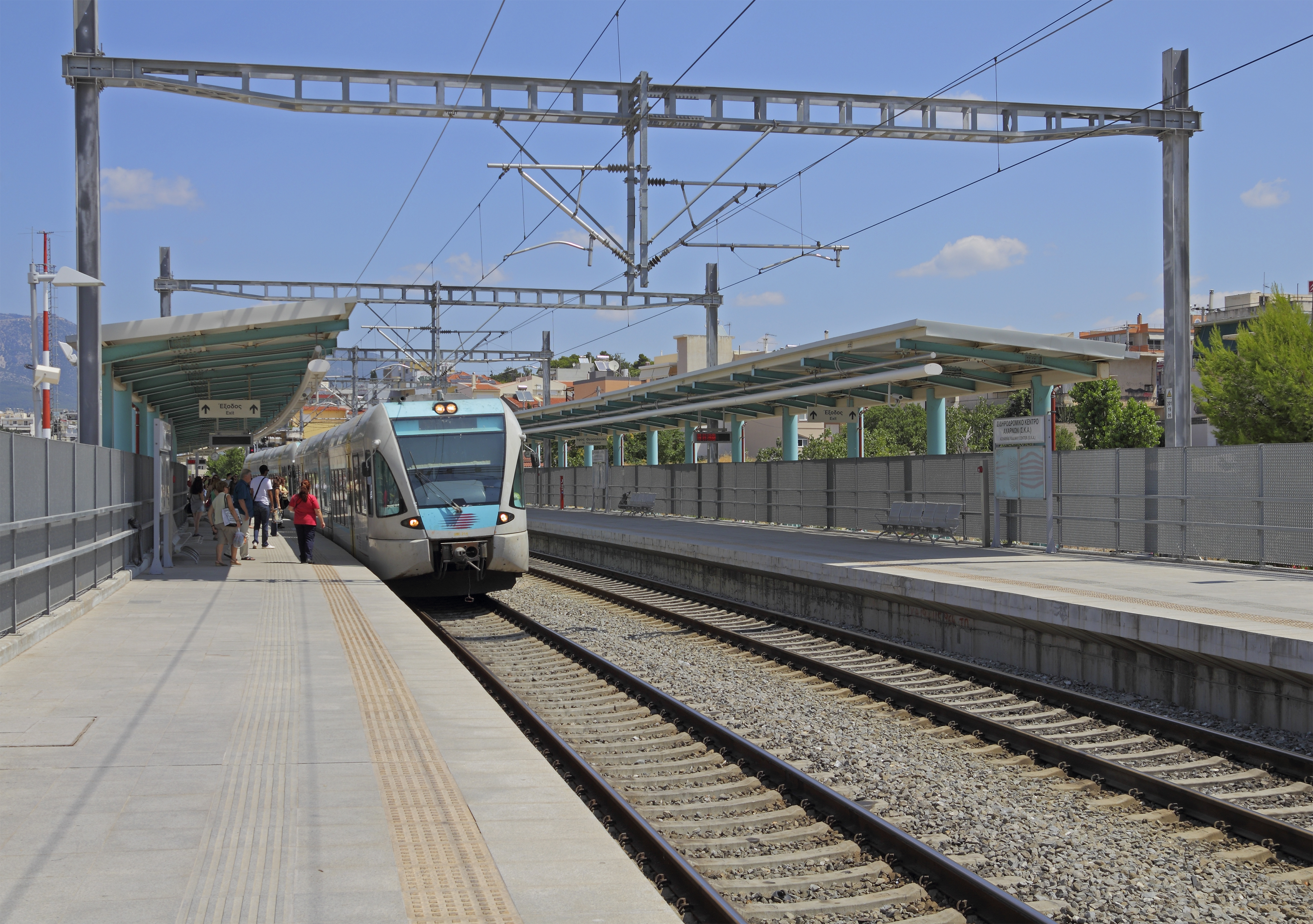
Proastiakos Tesalónica

Proastiakos Tesalónica es un servicio ferroviario de cercanías que consta de dos líneas y da servicio a gran parte de la región de Macedonia. La línea 1 va desde la Nueva Estación de Ferrocarril hasta Platy y luego Katerini y Larissa. La línea 2 va desde la Nueva Estación de Ferrocarril hasta Platy, Edessa y Florina. Ambas líneas son de ancho estándar, y la línea 1 está electrificada y es de doble vía, mientras que la línea 2 no lo está.
La construcción del metro de Tesalónica comenzó en 2006 y se espera que la primera fase del proyecto esté terminada en 2023. La línea de 9,6 km será propiedad de Attiko Metro S.A. y será explotada por ella.

### Patras
Proastiakos Patras es un sistema ferroviario de cercanías que opera en dos líneas. La primera va desde la ciudad de Kato Achaia hasta la Estación Central de Ferrocarril y la segunda desde el suburbio de Rio hasta la Estación Central de Ferrocarril. A pesar de funcionar en la antigua red de ancho métrico y de contar con una infraestructura limitada, está considerado por el público y muchos expertos como el mejor ferrocarril de cercanías de Grecia.

## Más información
- Syllogos Philōn tou Sidērodromou ([199-?]). Hoi Hellēnikoi sidērodromoi : hē diadromē tous apo to 1869 heōs sēmera. Ekdoseis Milētos. ISBN 960-8460-07-7. OCLC 38434114. - Es la única fuente extensa y autorizada para la historia de los ferrocarriles griegos hasta 1997.
- Simms, W. (1997). The railways of Greece. W.F. Simms. ISBN 0-9528881-1-4. OCLC 59592947. - Contiene una breve historia, mapas sencillos de las líneas y una amplia lista de material rodante hasta 1997.
- Organ, John (2006). Greece narrow gauge : featuring the Thessaly and the Peloponnese systems. Middleton Press. ISBN 978-1-904474-72-2. OCLC 315388561.
- Quail Map Company (1992), Greece railway map = [SHe, ĒSAP]., Quail Map Co, ISBN 0-900609-85-0, OCLC 35277326..
- ERAIL Greece monograph. Informe presentado a la Comisión Europea, DG de Transporte y Energía, Versión 6, Rijswijk, Países Bajos, 2005.